# 2022年亞洲運動會中國澳門代表團
2022年亞洲運動會中國澳門代表團是中華人民共和國澳門特別行政區所派出的，參加因2019冠狀病毒病疫情而延期至2023年進行的第19屆亞洲運動會的代表團。這既是澳門第九次參加亞洲運動會，也是該地區第六次以「中國澳門」名義參加亞洲運動會。
經中國澳門體育暨奧林匹克委員會確認，該隊共有183名運動員入選名單，參加該屆亞運25個大項的比賽。游泳運動員周文顥和鄭詠琳獲選為代表團開幕式旗手。空手道運動員郭建恆則擔任代表團閉幕式旗手。
澳門隊在該屆亞運共獲得1枚金牌、3枚銀牌和2枚銅牌，創下歷史最好成績，6枚獎牌中4枚來自武術項目，另外2枚來自空手道項目。李禕憑藉武術女子長拳項目的金牌，成爲歷史上首位獲得亞運金牌的澳門女選手，她也是該屆亞運澳門隊唯一一位獲得獎牌的女選手。

## 獎牌得主

### 各项目奖牌分布
| 比賽項目 | 金牌 | 銀牌 | 銅牌 | 總數 |
| 武術     | 1    | 1    | 2    | 4    |
| 空手道   | 0    | 2    | 0    | 2    |
| 總計     | 1    | 3    | 2    | 6    |

### 奖牌获得者
| 奖牌 | 运动员               | 项目   | 赛事             | 日期    |
| ---- | -------------------- | ------ | ---------------- | ------- |
| 金牌 | 李祎                 | 武術   | 女子長拳         | 9月25日 |
| 銀牌 | 蔡飛龍               | 武術   | 男子散打75公斤級 | 9月28日 |
| 銀牌 | 郭建恆               | 空手道 | 男子個人型       | 10月5日 |
| 銀牌 | 方文浩 郭建恆 鄭沘珞 | 空手道 | 男子團體型       | 10月8日 |
| 銅牌 | 宋子君               | 武術   | 男子長拳         | 9月24日 |
| 銅牌 | 黃俊華               | 武術   | 男子南拳南棍全能 | 9月26日 |